# Raubdruck

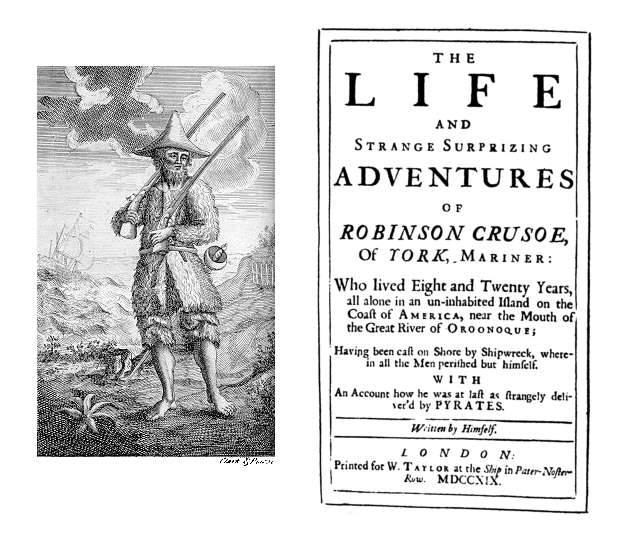
Mit einem Ladenpreis von 5 Schillingen teuer, aber vollständig und mit Kupfer: die Erstausgabe von Daniel Defoes Robinson Crusoe (London: W. Taylor, 1719).

Für nur 2 Schillinge: Der Konkurrent kürzt den Text, druckt ihn unter eigenem Namen und behauptet später, seine Angestellten hätten in seiner Abwesenheit gearbeitet: „Amsterdam Coffee-House edition“ von Defoes Robinson Crusoe (London: T. Cox, 1719).

Der Raubdruck ist eine Bezeichnung für einen unberechtigten Nachdruck eines Druckwerks durch einen Konkurrenzverlag, der in der Regel dabei seine eigene Identität verschleiert.

## Zur Interessenlage
Der durch den Raubdruck Geschädigte war im frühen Buchdruck der Originalverlag – eine Situation, die sich änderte, als das Konzept des sogenannten geistigen Eigentums und eine neue juristische Positionierung des Autors über das Urheberrecht das Interessengefüge verschob. Der Raubdruck ist heute die unautorisierte Vervielfältigung eines bereits gedruckten und urheberrechtlich geschützten Werks; Geschädigte sind dabei im Regelfall der Autor bzw. seine Rechtsnachfolger sowie der Verlag, dessen Vorinvestitionen von Dritten ausgenutzt werden.
Benachbarte Bereiche sind heute die zulässige Kopie (bei der im deutschsprachigen Raum die VG-Wort einen Kostenanteil erhält, der nach einem Verteilungsschlüssel an die Autoren weitergegeben wird), die Markenpiraterie, die kommerzielle unerlaubte Kopie eines urheberrechtlich geschützten Werkes, der unerlaubte Austausch urheberrechtlich geschützter Kopien über File-Sharing-Netze und die freiwillige Produktion in urheberrechts- und lizenzfreien Projekten, die in offene Konkurrenz mit dem über das Urheberrecht geschützten Markt treten.

## Vor dem Urheberrecht, 1500–1750
Zwei grundlegende Verschiebungen trennen den Pressemarkt der frühen Neuzeit vom Markt, der sich im 19. Jahrhundert herausbildete:
- Autoren wurden in der Regel bei Einlieferung des Manuskripts einmalig bezahlt, die weiteren Profite und die weiteren Geschäftsrisiken überließen sie ausschließlich dem Verleger.
- Ein allgemeines Verlagsrecht, das Verlage im heutigen Maße gegeneinander absicherte, bestand nicht.

Der Raubdruck war ein Problem, dem vor allem die Verleger begegnen mussten, ohne dass sie in der Regel hierfür Rechtsmittel in Anspruch nehmen konnten.

### Interessen der Autoren und Verleger
Autoren lieferten Manuskripte ein und wurden für diese bezahlt. Hier galt zumeist die Entlohnung nach angefangenen Druckbögen. Ihre Arbeit war damit honoriert. In der Praxis verlief der Handel komplexer: Autoren erhielten Vorschüsse, wenn sich ihre Werke gut verkauften. Sie konnten mehr Geld verlangen, wenn der Verleger ein besseres Geschäft mit ihnen machte als mit anderen Autoren. Der Raubdruck kam dem Autor in diesem System tatsächlich zugute: Druckten andere Verleger seinen Titel nach, hatte nur der Erstverleger den Schaden. In der Regel lag der Fehler beim Erstverleger: Hätte er den Titel gleich höher aufgelegt und dort ins Angebot gebracht, wo der Raubdruck erschien, dann wäre es uninteressant geworden, den Titel dort nachzudrucken. Der Autor, der in Raubdrucken erschien, konnte damit rechnen, dass sein Verleger ihn zukünftig breiter verkaufen würde, und er konnte verlangen, genau an diesem breiteren Verkauf finanziell beteiligt zu werden. Voltaire steigerte angeblich seinen Marktwert gegenüber seinem Erstverleger, indem er selbst seine Arbeit dem potentiellen Raubdrucker in die Hände spielte und den geschädigten Erstverleger zu besserer Arbeit beim nächsten Buch drängte.
Zum Raubdruck zählte nicht die Übersetzung in eine fremde Sprache – diese steigerte den Ruhm des Autors auf dem internationalen Parkett und damit seinen Verkauf im eigenen Land, sobald sich dieser Ruhm dorthin verbreitete. Autoren und Verleger waren an Übersetzungen und dem Werbefaktor, den sie bedeuteten, interessiert und sahen hier keine eigenen Rechte beschnitten.
Eine Grauzone stellte der unveränderte Nachdruck im Ausland dar. Hier taten sich in der frühen Neuzeit besonders die Verleger der Niederlande hervor, die sich auf französische Werke spezialisierten. Theoretisch druckten sie für ihren eigenen Markt und schädigten, so gesehen, nicht die französischen Erstverleger. Praktisch bedienten die Niederländer aber den europäischen Markt effizienter als die Franzosen, deren Ware damit internationalen Absatz verlor. Strafrechtlich belangt werden konnten sie nicht. Für französische Autoren (und italienische Komponisten, die ihre Noten international publizierten) wurde es in der Folge zunehmend interessant, die Manuskripte gleich an die niederländischen Verleger zu liefern und von ihnen höhere Honorare zu fordern. (Diese Verlagerung gewann zusätzlich an Interesse, wenn dadurch heimische Zensurregelungen umgangen werden konnten.)
Das große Problem für den Autor war nicht der Raubdruck, sondern das Plagiat, der Auftritt eines anderen Autors mit genau derselben Idee. Die Antwort auf das Plagiat war in der Regel eine Fehde unter den Autoren, in der es darum ging, öffentlich nachzuweisen, wer hier wen bestohlen hatte und sich mit wessen Federn schmückte. Das Ziel musste es sein, den Konkurrenten vor aller Augen unmöglich zu machen.

### Praxis des Raubdrucks und Antworten darauf

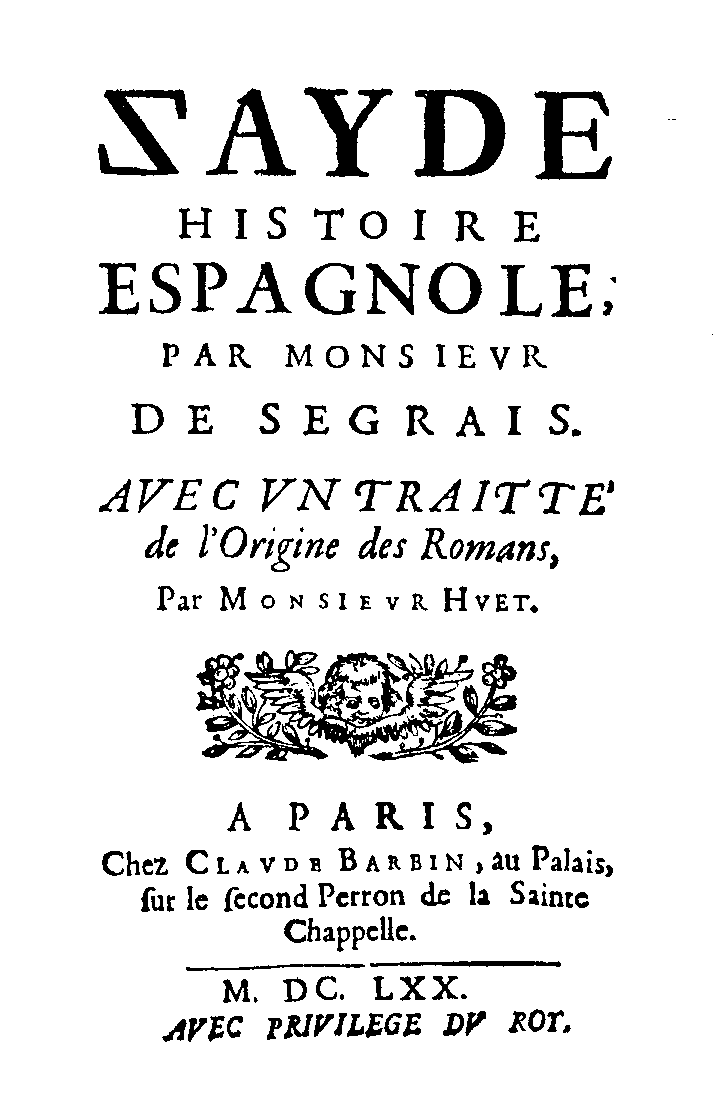
Marie de LaFayette, Zayde (Paris: C. Barbin, 1670), Erstausgabe mit königlichem Privileg

Raubdrucke im eigenen Land erschienen für gewöhnlich ohne Verlagsangabe, mit offensichtlich fingiertem Impressum („A Cologne, chez Pierre Marteau“, „Cölln, bey Peter Marteau“ war hier die beliebteste, offenkundig falsche Angabe), oder besonders dreist direkt unter dem Label des Erstverlegers. Seltener publizierten Raubdrucker unter dem eigenen Namen, sie wagten das vor allem, wenn sie im Ausland ansässig waren, ihnen boten dann die Landesgrenzen Schutz.
Ein beliebiger Drucker und Verleger hatte sich den Titel des Konkurrenten beschafft, ihn neu gesetzt und in dieser Form auf den Markt gebracht – die Kosten für den Übersetzer oder den Autor hatte er sich gespart, die Ware ging von ihm aus in den Absatz. Praktische Probleme blieben, wenn der Raubdrucker seine Ware in den überregionalen Handel bringen wollte. Hierzu trafen sich die Verleger (die alle zugleich Buchhändler waren) auf regelmäßig stattfindenden Buchmessen, zu denen sie ihre wenigen selbst produzierten Titel in großen Auflagen mitbrachten, untereinander tauschten und mit breiten Sortimenten wieder zurückfuhren. Wer mit Raubdrucken auf die Messe kam, machte sich vor den Kollegen unmöglich, mit denen er tauschen musste. Er schloss sich selbst vom weiteren Handel aus, wenn niemand mehr mit ihm tauschte. Der Raubdruck war daher vor allem praktisch, wenn der Raubdrucker über eigene Absatzwege verfügte – wenn er den Titel bequem im eigenen Laden absetzen konnte oder ihn unter der Hand mit Kollegen tauschte.
Die standardisierte Gegenstrategie gegen den Raubdruck war die soziale Ächtung und der Aufbau von Vertrauensnetzen, in denen man erfuhr, wer einen da bestahl. Die Reaktion war keine juristische, sondern eine öffentliche: Eine Interaktion vor der Kollegenschaft, bei der es galt, Stimmung gegen den Konkurrenten zu machen.
Gegenüber der sozialen Ächtung gab es einen weiteren offiziellen Weg der Prävention, den Druck unter Privileg. Bei kostspieligen Verlagswerken erwirkte das Unternehmen die landesherrliche oder kaiserliche Protektion: „Mit Königl. Pohln. und Churf. Sächs. Privilegio“ oder „Avec Privilege du Roy“ stand dann in der letzten Zeile auf dem Titelblatt. Der Landesherr drohte hier mit der Verfolgung jedes Raubdrucks. Im Regelfall erschienen Bücher ohne diesen kostspieligen Schutz. Da er sich außerhalb des Territoriums des jeweiligen Landesherrn rechtlich nicht durchsetzen ließ, garantierte er weder, dass der Titel nicht nachgedruckt wurde, noch dass illegale Nachdrucker gefasst wurden. Bei großen Verlagswerken blieb der Schutz sinnvoll, da Erstverleger hier noch am ehesten darauf vertrauen konnten, dass sich das auffällige Werk nicht unauffällig als Nachdruck in den Handel bringen ließ.

### Produktive Unsicherheit
Es ist fahrlässig, Vorstellungen modernen Verlagsbuchhandels auf die frühe Neuzeit zu übertragen. Die Interaktionen zwischen Autoren und Verlegern, der Umgang, der innerhalb der Berufsstände herrschte, lassen sich nicht adäquat erfassen, wenn man hier ein Spiel um Rechte und geistiges Eigentum sieht:
Christian Friedrich Hunolds (alias Menantes) erste Gedichtsammlung von 1702 enthielt ein Gedicht, das einem Rivalen auffiel, der hier eine Chance sah, Hunold zu schaden. Hamburgs Stadtrat würde die Verbreitung dieses Gedichts verbieten müssen, wenn es ihm vorgelegt würde. Der Verleger und der Autor bekamen von der Überprüfung kurz vorher Wind. Gut hundert ungebundene Restexemplare hatte man noch übrig; man tauschte die Seiten mit dem Gedicht aus, band ein harmloses in die Restexemplare und teilte die neu zusammengestellten Bücher schließlich unter den Ratsherrn aus. Der Drucker verteidigte sich damit vor der Stadt: Jeder habe hier Originalexemplare vor sich, sie enthielten das fragwürdige Gedicht nicht. Nur ein Raubdruck, der ihm untergeschoben worden sei, weise es auf – der schwarze Peter lag damit bei den Klägern, die selbst über die betroffenen Botschafter Spaniens und Frankreichs die Angelegenheit vor die Stadt gebracht hatten. Sie hätten nun auftreten müssen mit dem Beweis, dass ihre Exemplare durchaus keine Raubdrucke waren – das war weniger das Problem, als dass sie sich damit überhaupt als die Initiatoren der Intrige erwiesen hätten.
Diese Geschichte ist willkürlich herausgegriffen, wirft jedoch viel Licht auf den Umgang, der dort herrschte, wo es keinen wirksamen Schutz gegen den Raubdruck gab. In der zeitgenössischen Rechtsliteratur wurde der Raubdruck als Betrug und als strafbares falsum bewertet (Karl Grundmann: Grundsätze der Criminalwissenschaft. Gießen 1798, § 334), in der Praxis aber eher als Schändlichkeit denn als justitiables Faktum aufgefasst. Wer zur Verantwortung gezogen wurde, konnte im Extremfall versuchen, andere Raubdrucker zu Schuldigen zu machen. Wer Raubdrucke im eigenen Buchladen ausliegen hatte, beteuerte bei Beanstandung, sie von anderen Verlegern erhalten zu haben, und nicht zu wissen, was ihm da untergeschoben worden sei. Man klagte laut über Missbrauch und arbeitete mit entsprechender Risikobereitschaft in einem durchaus produktiven System.

## Die Umgestaltung des Markts: Raubdruck und Urheberrecht 1750–1950

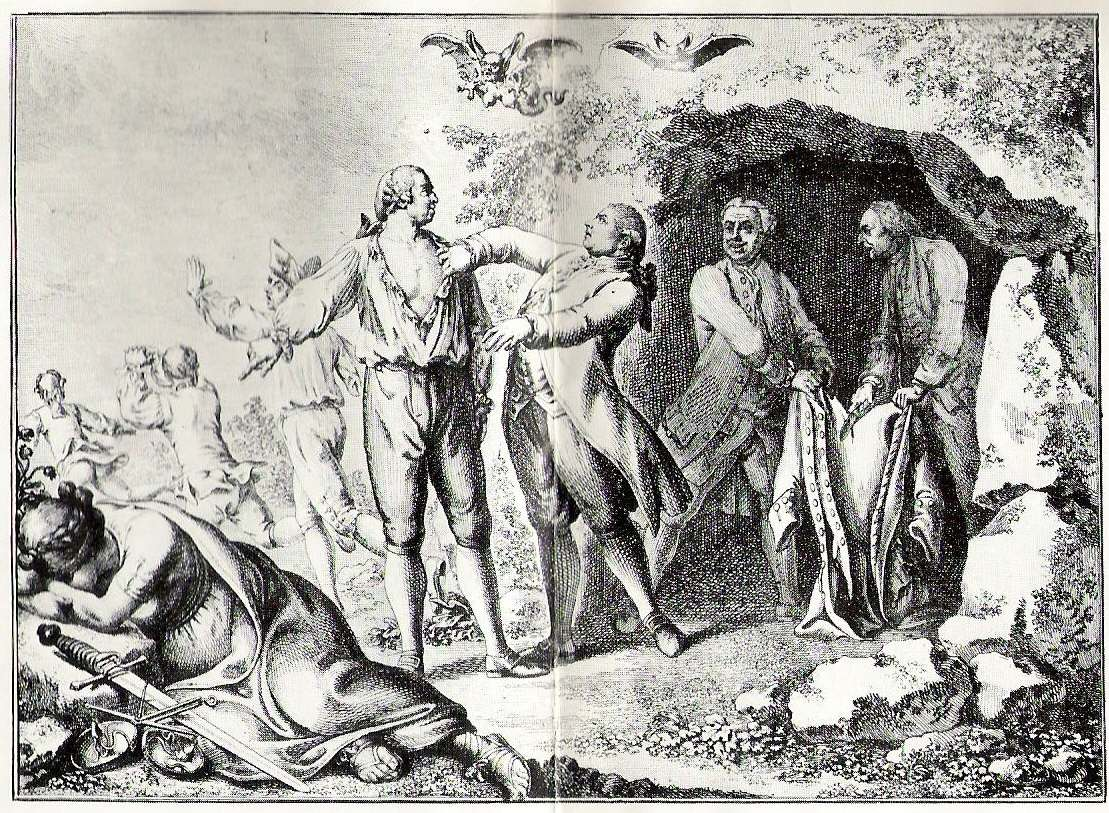
Der Verleger wird bis aufs Hemd ausgezogen und Justitia schaut weg. Der Raubdruck, Kupferstich von Daniel Chodowiecki (1781).

Der Buchmarkt, wie er sich im frühen 18. Jahrhundert entwickelt hatte, zeigte in der zweiten Hälfte des Jahrhunderts erheblichen Reformbedarf. Die Entwicklung des Urheberschutzes brachte Autoren neue Formen der Umsatzbeteiligung und schuf damit ganz neue Verantwortlichkeiten. Der am Umsatz beteiligte Autor blieb greifbar. Der Verleger konnte nicht länger behaupten, er habe das Manuskript gekauft und keinen weiteren Kontakt zu dem Verkäufer mehr. Über den Schutz des Autors wurde Transparenz auf dem Markt hergestellt. Der Zugriff der Behörden konnte von nun an fortlaufenden Geldflüssen zwischen den Beteiligten nachgehen – zwischen Verlegern, Autoren, Übersetzern bis hin zu Originalverlegern im Ausland.
Die Geschichte des Raubdrucks endete nicht mit den neuen Gesetzesformen. Der Raubdruck wurde im ersten Schritt zu einer von Landesgrenzen geschützten Praktik. Das größte und erfolgreichste Nachdruckunternehmen war in der zweiten Hälfte des 18. Jahrhunderts im deutschsprachigen Raum der Wiener Verlag von Thomas von Trattner, der als Schulbuchverleger begann und schließlich in großem Stil alle deutschen Klassiker nachdruckte und in den österreichischen Gebieten verkaufte. Er tat dies mit Zustimmung des Wiener Hofes. Um die Nachdrucke erfolgreicher vertreiben zu können, versuchten süddeutsche und österreichische Raubdrucker, unter ihnen auch Trattner, Ende des 18. Jahrhunderts sogar eine Messe speziell zum Handeln mit Raubdrucken zu etablieren, den sogenannten Hanauer Bücherumschlag. Diese wurde allerdings bereits nach wenigen Jahren von den kaiserlichen Behörden in Wien verboten. Erst durch die Neuordnungen, die der Leipziger Buchhändler Philipp Erasmus Reich durchsetzte, wurde das Nach- oder Raubdruckunwesen eingedämmt.
Auf Betreiben der Verleger und Buchhändler, einzelner Autoren und einzelner deutscher Bundesstaaten kam am 2. April 1835 ein Beschluss der Bundesversammlung des Deutschen Bundes in Wien zustande, der ein allgemeines Nachdruckverbot in allen deutschen Landen forderte: Die hohen und höchsten Regierungen vereinbaren sich dahin, dass der Nachdruck im Umfange des ganzen Bundesgebietes zu verbieten und das schriftstellerische Eigentum nach gleichförmigen Grundsätzen festzustellen und zu schützen sei. (Protokolle der deutschen Bundesversammlung, Frankfurt am Main 1837, S. 270).
Indessen war der Weg zu einem allseits befriedigenden Urheberrecht noch lang, und die Gesetzgeber der Bundesländer ließen sich Zeit. Die Mehrzahl von ihnen wollte eine allgemeine Schutzfrist für Druckwerke von zehn Jahren einführen. Preußen hingegen drang darauf, die Schutzfrist bis zum dreißigsten Jahre nach dem Tode eines Urhebers andauern zu lassen, konnte sich mit dieser Tendenz aber zunächst nicht durchsetzen. So beschloss die Bundesversammlung des Deutschen Bundes am 9. November 1837 wie folgt:

„Literarische Erzeugnisse aller Art, sowie Werke der Kunst, sie mögen bereits veröffentlicht seyn oder nicht, dürfen ohne Einwilligung des Urhebers, sowie Desjenigen, welchem derselbe seine Rechte an dem Original übertragen hat, auf mechanischem Wege nicht vervielfältigt werden.“

„Das in Art. 1 bezeichnete Recht des Urhebers oder dessen, der das Eigentum des literarischen oder artistischen Werkes erworben hat, geht auf dessen Erben und Rechtsnachfolger über, und soll, insofern auf dem Werke der Herausgeber oder Verleger genannt ist, in sämtlichen Bundesstaaten mindestens während eines Zeitraumes von zehn Jahren anerkannt und geschützt werden.“

Im Vergleich mit den weitaus besseren Regelungen Großbritanniens und Frankreichs war das wenig, und es dauerte immerhin bis zum 19. Juni 1845, ehe durch Beschluss der Bundesversammlung für alle Bundesstaaten bestimmt wurde:

„Der durch den Artikel 2 des Beschlusses vom 9. November 1837 für mindestens zehn Jahre von dem Erscheinen eines literarischen Erzeugnisses oder Werkes der Kunst an zugesicherte Schutz gegen den Nachdruck und jede andere unbefugte Vervielfältigung auf mechanischem Wege wird fortan innerhalb des ganzen deutschen Bundesgebietes für die Lebensdauer der Urheber solcher literarischer Erzeugnisse und Werke der Kunst, und auf dreißig Jahre nach dem Tod derselben gewährt.“

Die Ausbreitung internationalen Rechtsschutzes zum Beispiel durch die Berner Übereinkunft von 1886 und die Universal Copyright Convention der UNESCO von 1951 lösten weitgehend die noch verbliebenen Probleme.

## Sozialisierte Drucke und proletarische Reprints

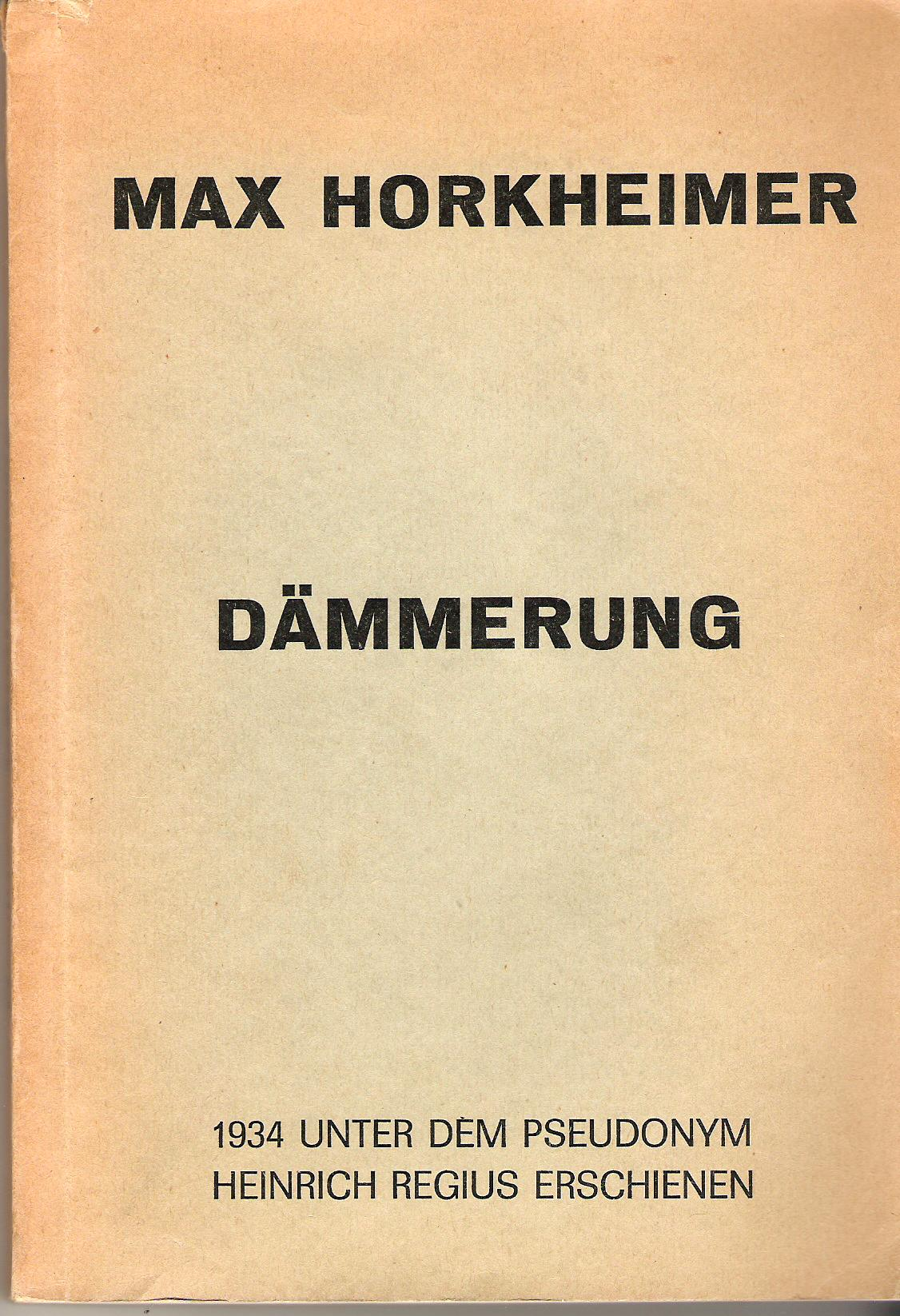
Umschlag eines typischen Raubdrucks vom Ende der sechziger Jahre

In der linken Protest- und Emanzipationsbewegung der 1960er Jahre wurde der Raubdruck als subversive Rebellion gegen das kapitalistische System entdeckt. Für den Gebrauch in Lese-, Studien- und Diskussionsgruppen wurden Raubdrucke von Schriften hergestellt, die zu dieser Zeit nicht oder nur schwer auf normalem Wege aus Bibliotheken oder aus dem Buchhandel zu beschaffen waren. Es handelte sich dabei um die „marxistische, sozialistische, sozialphilosophische, psychoanalytische, soziologische und pädagogische Theorie vor allem der zwanziger und dreißiger Jahre, die klassischen Analysen, Quellen und Dokumente zur Arbeiterbewegung, zur politischen Ökonomie, zum Anarchismus, Syndikalismus, zur Rätebewegung, zur materialistischen Ästhetik und Kunsttheorie und besonders die Arbeiten der Kritischen Theorie des alten Frankfurter, mit der Machtergreifung des Faschismus emigrierten Instituts für Sozialforschung“ (A. Götz von Olenhusen). Die frühesten Produkte dieser Raubdruckbewegung zeigen viele drucktechnische Mängel, sie sind offensichtlich zum kurzfristigen Gebrauch in aktuellen Diskussions- und Schulungszusammenhängen entstanden.
Daneben wurden von den Raubdruckern wichtige Grundlagentexte reproduziert und damit wieder zugänglich gemacht, die von den Autoren zurückgehalten wurden, weil sie dem Stand der gegenwärtigen Entwicklung ihrer Ansicht nach nicht mehr entsprachen, oder die von den Verlagen nicht wieder aufgelegt wurden, weil nur mit geringem Verkaufserfolg gerechnet wurde. Zu diesen Drucken gehören Aufsätze Max Horkheimers aus den 1930er Jahren und Horkheimer/Adornos Dialektik der Aufklärung, eine Schrift, die heute zu den Grundlagentexten der Neuen Linken gezählt wird, ferner Schriften von Lukács, Korsch, Benjamin, Rosa Luxemburg, Trotzki, Wilhelm Reich und anderen, also das, was Walter Mehring in seinen Berichten über die verlorene und die veruntreute Bibliothek aufgezählt hatte.

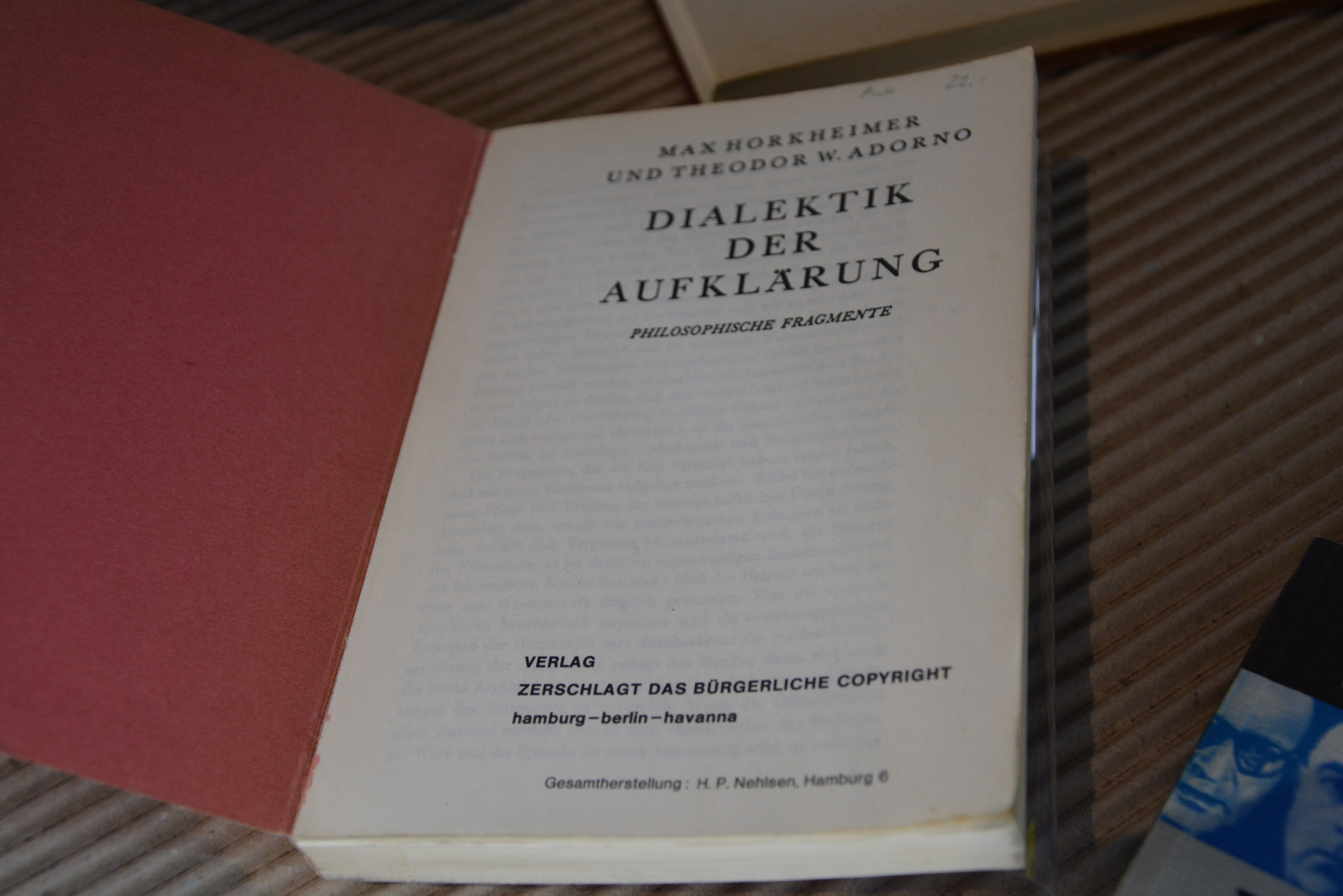
Raubdruck der 'Dialektik der Aufklärung' (Adorno/Horkheimer), erschienen im Verlag 'Zerschlagt das bürgerliche Copyright'.

Das Impressum solcher Drucke nannte als herstellende Verlage Fantasiegebilde wie „robber’s press berlin oberschöneweide“, „Rotkohl“, „Verlag zerschlagt das bürgerliche Copyright“. Die Auflagenhöhe betrug 500 bis 6000 Stück, die Preise waren niedrig, oft gab es Hinweise, für welche linken Aktivitäten der (meist geringe) Überschuss verwendet werden sollte. Die etablierten Verlage reagierten über den Börsenverein mit Klagen, Durchsuchungen, Verboten und einer Pressekampagne. Es gab allerdings auch kommerzielle „Raubdrucke“, billige Ausgaben von Bestsellern in schlichtem Pappumschlag, die meist über „linke“ Buchhandlungen oder Büchertische vor den Unis vertrieben wurden, etwa Sigmund Freuds Gesammelte Werke, sowie einen in Berlin bei Pretzell & Siebrasse hergestellten verkleinerten Nachdruck von Arno Schmidts Zettels Traum, der durch die Medienberichterstattung zu einem spektakulären Fall wurde. (Die Raubdrucker wollten dem Autor das nicht unbeträchtliche Honorar über den Gartenzaun reichen, der jedoch lehnte aus Rücksicht auf seinen Verlag und aus grundsätzlichen urheberrechtlichen Erwägungen ab.)
Die Raubdrucker der späten 60er und frühen 70er Jahre rechtfertigten ihre Aktivitäten damit, dass dadurch die vom „kapitalistischen Profitsystem“ unerschwinglich teuer gemachten Texte „sozialisiert“ und „den Massen zugänglich gemacht“ würden.

## Gegenwart

### Traditioneller Raubdruck

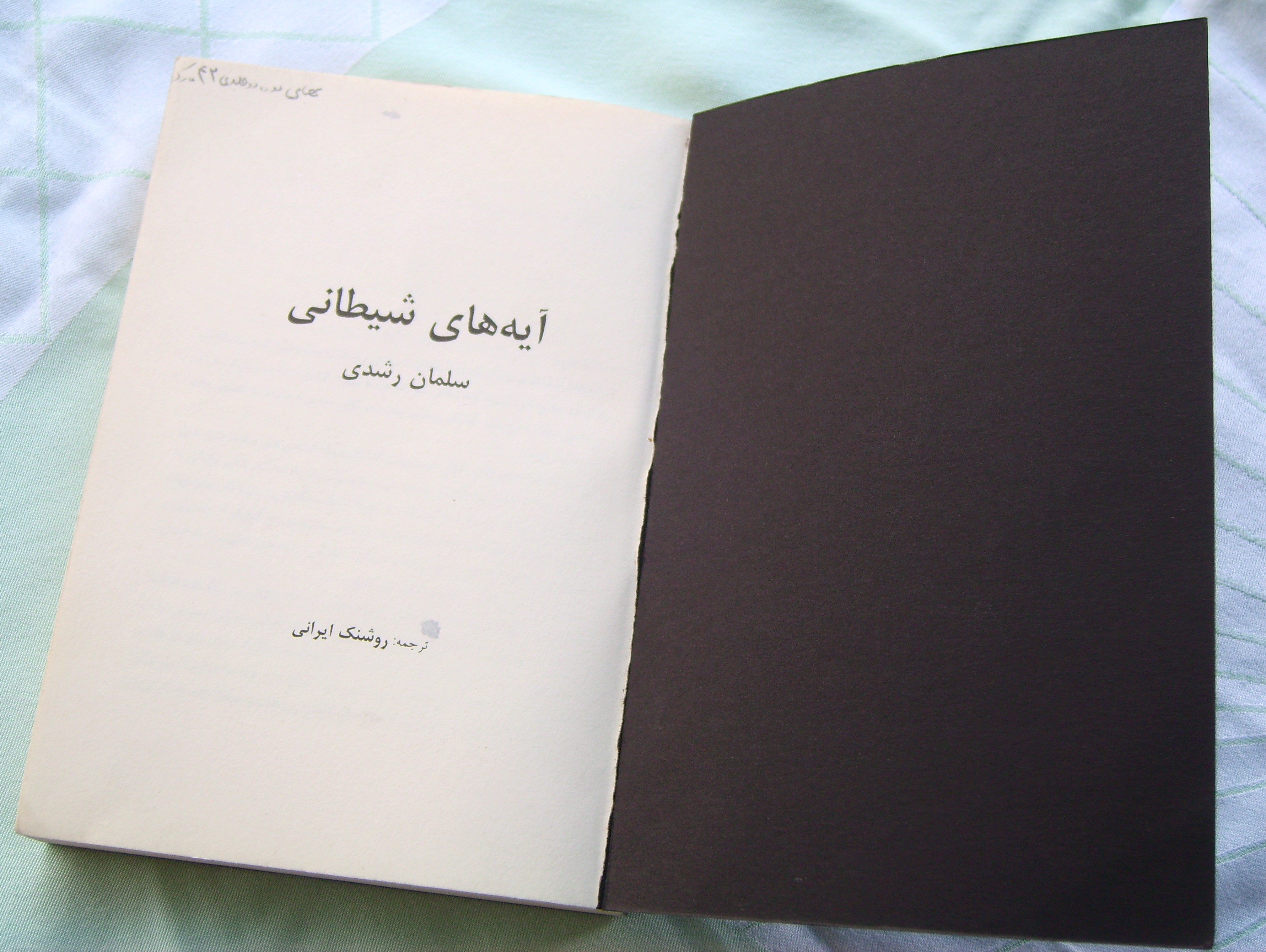
Persische Samisdat-Ausgabe von Salman Rushdies Satanischen Versen

Einige Bereiche des traditionellen Raubdrucks leben bis in die Gegenwart fort. Kulturell interessant ist hier besonders der illegale Druck regimekritischer Texte, der sich den offiziell nachvollziehbaren Publikationswegen entzieht, um die Zensur zu umgehen. Im Ostblock arbeiteten Samisdat-Pressen – private, geheim operierende Druckpressen, die verfügbar machten, was im Lande nicht offen verlegt werden durfte. In die Gegenwart hinein laufen sie fort. So kann man im Iran unter der Hand Raubdrucke von Salman Rushdies Satanischen Versen  erwerben: illegale Drucke, die ohne Copyright-Vermerke, ohne Verlagsangaben und ohne klare Angaben der Übersetzer auf den Markt kommen.

### Fotokopien, Duplizieren von Datenträgern, Datenverbreitung im Internet
Von 1981 bis 1986 gab es in der Bundesrepublik Deutschland mindestens 160 publikumswirksame Buchtitel, die unrechtmäßig hergestellt wurden. Der Verlust für den Buchhandel und die Verlage wurde insgesamt auf etwa 35 Millionen DM (umgerechnet 17,9 Millionen Euro) geschätzt. In den 1980er Jahren wurden Raubdrucke von Bestsellern wie Das Geisterhaus, Der Name der Rose, Momo, Die unendliche Geschichte, Das Parfum, Ganz unten und Kassandra bekannt.
Mit der Globalisierung und dem Aufkommen der Mikroelektronik im ausgehenden 20. Jahrhundert bekam das Thema Raubdruck über neue Medien eine neue Qualität. Auf der einen Seite privatisierte er sich: Fotokopiergeräte wurden in den 1970ern allgemein zugänglich, jeder konnte sich damit Kopien ganzer Bücher anfertigen, was bei teuren Verlagswerken auch weit unterhalb der Handelspreise möglich war. Dieses Problem wurde im deutschsprachigen Raum durch die Reform des Urheberrechts von 1972 pragmatisch gelöst: Die VG-Wort erhält einen Anteil der Kopierkosten, der nach Schlüssel an die Autoren neuer Verlagswerke weiterverteilt wird.
Als kommerziell höchst interessant erwies sich der Raubdruck in Bereichen außerhalb des Buchhandels. Strategien, mit denen man Mitte des 20. Jahrhunderts lediglich Zigaretten und Autos vermarktete, weiteten sich auf andere Produkte aus: T-Shirts, Hosen, Jacken erhielten deutlich sichtbare Markenaufdrucke. Die Produktion oftmals gleich aussehender, zum Teil auch gleichwertiger Ware, die Schnitt und Markenaufdruck kopierte und sich die Kosten für Werbung, teure Kundenbindung und Herstellergarantien sparte, war die Folge. Dafür wurde der Begriff Produkt- bzw. Markenpiraterie geprägt. Die aufstrebenden und für die europäischen und US-amerikanischen Marken nicht sofort transparenten Märkte Asiens fassten auf diesem Produktionsfeld Fuß.
Mit der Ausbreitung von elektronischen Massenmedien kam die Möglichkeit hinzu, mit geringem Aufwand Musikkassetten, Videobänder, Disketten, CDs und DVDs zu vervielfältigen. Diese Raubdruckvariante digitaler Information wird im Allgemeinen als Raubkopie bezeichnet. Der Raubdruck von Büchern war auf technologisch umfassend ausgestattete Betriebe angewiesen. Durch die starke Verbreitung vergleichsweise günstiger Technologie zum Kopieren von Datenträgern, konnten Raubkopien in breitem Umfang privat erstellt werden.
Am Ende des 20. Jahrhunderts kamen durch die starke Verbreitung des Internet neue, für jedermann nutzbare Wege wie Tauschbörsen, Filesharing und Peer-to-Peer-Netze auf, über die jede Form von elektronisch verfügbaren Daten ausgetauscht werden können. Da über diese Wege auch Kopien von urheberrechtlich geschütztem Material verbreitet werden, gibt es Bemühungen von Branchenverbänden wie der Business Software Alliance oder der RIAA, solche Kopien aufzuspüren und ihre Verbreiter juristisch zu belangen. Diese waren allerdings nur punktuell erfolgreich. Um das Kopieren von urheberrechtlich geschützten Inhalten zu unterbinden, werden neue Technologien entwickelt. Im Experimentierstadium befinden sich beispielsweise Medienformate mit einprogrammierter Nutzungsdauer, die sich durch Kopieren nicht verlängern lässt. Ein anderer Ansatz ist das Digital Rights Management (DRM), welches sich allerdings in der Musikindustrie wegen des Widerstandes der Kunden nicht durchgesetzt hat.
Mit der Verbreitung des Internets wiederholen sich in abgewandelter Form Entwicklungen, die die Frühzeit des Buchdrucks geprägt hatten. Das gilt für den Raubdruck, sowohl von gedruckten Texten, die nun im Internet wiedererschienen, wie von Informationen, die im Internet ihre Erstveröffentlichung erfuhren und im selben Medium ihre Vervielfältigung auf anderen Websites fanden.
Das schien anfänglich bei der kleinen Gruppe von Internetbenutzern unkritisch. Die Interaktion mittels Pseudonymen und die Verbreitung von Informationen über Provider, die sich im Ausland der Strafverfolgung entziehen konnten, formten in der Folge die Entwicklungen des 16. und 17. Jahrhunderts nach. Der neue Markt wurde durch seine Unübersichtlichkeit geschützt. Die Rahmenbedingungen waren jedoch nun nicht mehr die des 17. und 18. Jahrhunderts: Staaten und Rechtssysteme waren jetzt vorbereitet auf die Problemstellungen. Sie konnten über die Provider den Zugriff auf die tatsächlichen Autoren durchsetzen. Großunternehmen haben nun solide Erfahrung in der Integration unorganisierter Märkte. Sie wuchsen auf dem noch weitgehend unerschlossenen Feld binnen weniger Jahre zu weltumspannenden Monopolen und witterten ihre Zukunft gerade im Aufkauf von Urheber- und Abbildungsrechten.

### Neue Lizenzformen
Demgegenüber bildeten sich unter Internetnutzern, beispielsweise im Rahmen des Usenet oder der Open-Source-Bewegung, informelle Benutzergruppen, die eine Gegenkultur entwickelten, zu deren Prinzipien der Widerstand gegen die Kommerzialisierung des Netzes und der freie, kostenlose und ungehinderte Zugang zu Informationen gehört. Die Möglichkeit, dass Autoren darauf verzichten könnten, Nutzungsrechte für ihre Arbeit geltend zu machen, die in der bisherigen Urheberrechtsordnung juristisch zwar vorhanden war, aber faktisch keine Rolle spielte, gewann dadurch an Bedeutung, dass Netzwerke zur Verbreitung nutzungsrechtsfreier Arbeit aufgebaut wurden. Zur rechtlichen Absicherung dieses Verfahrens wurden eigene Lizenzformen wie die GNU-FDL oder die Creative-Commons-Lizenz entwickelt.
In diesem Rahmen gibt es keinen Raubdruck der von den Autoren freigegebenen Informationen, sondern nur noch die legale und erwünschte Weiterverbreitung. Unter den gegenwärtigen Bedingungen ist daher zu unterscheiden zwischen
- durch das Urheberrecht geschützter Information,
- als Raubdruck oder Raubkopie illegal vertriebener Information,
- im Rahmen des Urheberrechts durch Ablauf der Schutzfrist gemeinfrei gewordener Information,
- nutzungsrechtsfreier bzw. frei lizenzierter Information.

Es ist unklar, wie sich freie Information gegenüber nutzungsrechtlich geschützter positionieren wird. Festzustellen ist jedoch, dass Projekte wie die Wikipedia von Lexikonverlagen als Konkurrenz wahrgenommen werden. Hier entstehen neue Konkurrenzverhältnisse, die die Verhältnisses von Raubdruck, urheberrechtlich geschützter Information und neuen Lizenzformen neu definieren.